# Yvonne Sherman
Pour les articles homonymes, voir Sherman.
Yvonne Sherman, née le 3 mai 1930 à Colorado Springs (Colorado) et morte le 2 février 2005 dans la même ville, est une patineuse artistique américaine, qui patine en individuel et en couple artistique dans les années 1940.

## Biographie

### Carrière sportive
Yvonne Sherman participe aux compétitions individuelles et des couples artistiques.
En individuel, elle est double championne des États-Unis en 1949 et 1950 et championne nord-américaine en 1949. Elle représente son pays à trois mondiaux (en 1948 à Davos, en 1949 à Paris où elle obtient l'argent et en 1950 à Londres où elle remporte le bronze) et aux Jeux olympiques d'hiver de 1948 à Saint-Moritz.
En couple, elle patine avec Robert Swenning pendant deux saisons en 1947 et 1948, avec qui elle est championne des États-Unis en 1947, vice-championne nord-américaine en 1947, et participe comme en individuel aux mondiaux de 1948 à Davos et aux Jeux olympiques d'hiver de 1948 à Saint-Moritz.

### Reconversion
Après la fin de sa carrière compétitive en 1950, Yvonne Sherman devient juge de patinage.

### Vie privée
Yvonne Sherman se marie à William Thayer Tutt (1912-1989), un éminent administrateur et promoteur de patinage de Colorado Springs, président de la fédération internationale de hockey sur glace de 1966 à 1969.

### Hommage
Elle et son mari sont intronisés au Temple de la renommée du patinage artistique des États-Unis en 1991.

## Palmarès
En couple avec son partenaire Robert Swenning (2 saisons : 1947 et 1948)
| Compétitions individuelles      | 1947 | 1948 | 1949 | 1950 |  |  |  |  |  |  |  |  |  |  |  |
| Jeux olympiques d'hiver         |      | 6e   |      |      |  |  |  |  |  |  |  |  |  |  |  |
| Championnats du monde           |      | 6e   | 2e   | 3e   |  |  |  |  |  |  |  |  |  |  |  |
| Championnats d'Amérique du Nord | 3e   |      | 1re  |      |  |  |  |  |  |  |  |  |  |  |  |
| Championnats des États-Unis     |      | 2e   | 1re  | 1re  |  |  |  |  |  |  |  |  |  |  |  |
|                                 |      |      |      |      |  |  |  |  |  |  |  |  |  |  |  |
| Compétitions en couples         | 1947 | 1948 | 1949 | 1950 |  |  |  |  |  |  |  |  |  |  |  |
| Jeux olympiques d'hiver         |      | 4e   |      |      |  |  |  |  |  |  |  |  |  |  |  |
| Championnats du monde           |      | 5e   |      |      |  |  |  |  |  |  |  |  |  |  |  |
| Championnats d'Amérique du Nord | 2e   |      |      |      |  |  |  |  |  |  |  |  |  |  |  |
| Championnats des États-Unis     | 1re  | 2e   |      |      |  |  |  |  |  |  |  |  |  |  |  |
|                                 |      |      |      |      |  |  |  |  |  |  |  |  |  |  |  |